# 毛公乡
毛公乡，是中华人民共和国四川省绵阳市盐亭县曾经下辖的一个乡。2019年12月，撤销毛公乡，将原毛公乡秀山社区、解放村、铁垭村、双林村、桐岭村、群乐村、石船村、马蒙村、高渠村、白石垭村所属行政区域划归高渠镇管辖，将原毛公乡东永村所属行政区域划归云溪镇管辖。

## 行政区划
毛公乡撤销前下辖以下地区：
秀山社区、白石村、铁垭村、觉林村、白林村、石船村、桐坡村、鹅岭村、蒙井村、马鞍村、高渠村、知院村、群乐村、东光村、永和村、解放村和石宝村。